# Музей Фіцвільяма
Музей Фіцвільяма (англ. Fitzwilliam Museum) — музей мистецтв та історії при Кембриджському університеті в місті Кембридж (Велика Британія).

## Історія
Музей був утворений 1816 року зі спадщини Річарда Фіцвільяма, що складалася з колекцій рідкісних книг і творів мистецтва, які він заповів університетові, а також 100 тисяч фунтів стерлінгів. Будівлю музею споруджено 1848 року архітектором Чарльзом Кокереллом. Щорічно музей Фіцвільяма відвідує до 300 тисяч осіб. Вхід до музею безкоштовний. 

## Фонди
Колекції музею розділено на п'ять відділень:
- Стародавнє мистецтво
- Декоративно-ужиткове мистецтво
- Монети та медалі
- Рукописи та книги
- Живопис та графіка

### Стародавнє мистецтво
У відділенні  Стародавнього мистецтва  можна побачити експонати з Давнього Єгипту, Стародавньої Греції та Риму, з країн Близького Сходу та Кіпру архаїчної та елліністичної епох.

### Декоративно-вжиткове мистецтво
У відділенні декоративно-вжиткового мистецтва  можна бачити англійські та європейські предмети побуту: посуд та кришталь, меблі, годинники, зброю Середньовіччя та Нового часу, а також зразки вжиткового мистецтва з Китаю, Японії та Кореї.

### Монети та медалі
Колекція монет та медалей нараховує понад 190 тисяч предметів, що зібрані з усього світу від початку карбування монет аж до наших днів. Проте окремого монетного кабінету в музеї немає, медалі та монети демонструються в залах інших відділень. У колекцію входять також історичні та художні медалі, військові та цивільні нагороди, колекція гем та камей.

### Рукописи та книги
У відділенні рукописів і книг зібрані стародавні й середньовічні манускрипти, рідкісні друковані книги, рукописи та ноти, зокрема так звана Вірджинальна книга Фіцвільяма, одне з головних джерел інструментальної музики єлизаветинського періоду.

### Живопис та графіка
У картинній галереї зберігаються полотна та графіка європейських майстрів XIII–XX століть, у тому числі роботи таких майстрів, як Тіціан,  Джованні Баттиста Піттоні, Веронезе, Рубенс, Ван Дейк, Дега, Моне, Сезанн, Ренуар, Пікассо та інших.
Нижче подано список художники, представлених в Музеї Фіцвільяма за національними школами:
Англо-американська школа
*Бенджамін Вест — 2 картини;
Голландська школа
*Альберт Якобс Кейп — 1 картина;
*Герард Доу — 3 картини;
*Франс Галс — 1 картина;
*Мейндерт Гоббема — 2 картини;
*Адріан ван Остаде — 2 картини;
*Рембрандт — 1 картина;
*Саломон ван Рейсдал — 1 картина;
*Ян Стен — 3 картини;
*Адріан ван де Вельде — 1 картина;
*Віллем ван де Велде молодший — 1 картина;
*Ян Венікс — 1 картина;
*Філіпс Вауерман — 2 картини;
Англійська школа
*Джон Констебл — 12 картин;
*Томас Гейнсборо — 8 картин;
*Вільям Хогарт — 9 картин;
*Джон Гопнер — 1 картина;
*Годфрі Неллер — 15 картин;
*Томас Лоуренс — 1 картина;
*Джошуа Рейнольдс — 4 картини;
*Йосип Стеннард — 1 картина;
*Джордж Стаббс — 3 картини,
Фамандська школа
*Ян Брейгель Старший — 5 картин;
*Пітер Брейгель старший — 1 картина;
*Франс Франкен Молодший — 1 картина;
*Мабюз — 1 картина;
*Пітер Пауль Рубенс — 14 картин;
*Давід Тенірс молодший — 2 картини;
*Антоніс ван Дейк — 5 картин;
Французька школа
*Ежен Делакруа — 4 картини;
*Франсуа Буше — 1 картина;
*Жан-Батист Каміль Коро — 3 картини;
*Едгар Дега — 7 картин;
*Гаспар Дюге — 3 картини;
*Поль Гоген — 1 картина;
*Клод Лоррен — 1 картина;
*Жан-Етьєн Ліотар — 2 картини;
*Клод Моне — 4 картини;
*Каміль Піссарро — 6 картин;
*Нікола Пуссен — 1 картина,
*П'єр Огюст Ренуар — 11 картин;
*Теодор Руссо — 3 картини;
*Жорж-П'єр Сера — 1 картина;
*Жан-Франсуа де Троя — 1 картина;
*Вінсент ван Гог — 1 картина
*Каролюс-Дюран — 1 картина
Німецька школа
*Ганс Гольбайн молодший — 2 картини;
Італійська школа
*Алессандро Аллорі — 1 картина,
* Якопо Бассано — 2 картини;
*Каналетто — 6 картин;
*Аннібале та Людовіко Карраччі — 4 картини;
*Бернардо Дадді — 1 картина;
*Карло Дольчі — 3 живопис;
*Доменікіно — 1 картина;
*Дуччо ді Буонінсенья — 1 картина;
*Джентіле да Фабріано — 1 картина;
*Доменіко Фетті — 5 картин;
*Раффаелліно дель Гарбо — 1 картина;
*Латтанціо Гамбара — 8 картин;
*Лука Джордано — 12 картин;
*Гверчіно — 1 картина;
*П'єтро Лонгі — 2 картини;
*Лоренцо Лотто — 1 картина,
*Андреа Мантенья — 9 полотен, Тріумф Цезаря
*Параміджаніно — 2 картини і 30 малюнків
*Пальма іль Веккіо — 2 картини;
*П'єтро Перуджино — 1 картина;
*Франческо Пезелліно — 1 картина;
*Рафаель Санті — 8 картин;
*Гвідо Рені — 1 картина;
*Себастьяно Річчі — 9 картин;
*Джуліо Романо — 6 картин;
*Андреа Саккі — 130 креслення;
*Андреа дель Сарто — 2 картини;
* ЯкопоТінторетто — 5 картин;
*Тиціан — 4 картини;
*Періно дель Вага — 2 картини;
*Джорджо Вазарі — 1 картина;
*Паоло Веронезе — 3 картини;
*Антоніо Верріо — 1 картина;
*Франческо Дзуккареллі — 27 картин;

### Бронзові скульптури Мікеланджело
2015 року музей представив «Бронзові скульптури Ротшильдів» — дві бронзові статуетки, авторство яких приписується італійському скульпторові Мікеланджело. Якщо атрибуція коректна, то це будуть єдині відомі бронзові статуї роботи Мікеланджело, які збереглися. Статуетки зображають голих, очевидно п'яних, чоловіків, які їдуть на пантерах. Мистецтвознавець Поль Джоаннідіс вважає, що малюнок учня Мікеланджело з колекції музею Фабра (Монпельє, Франція), який зображує фігури у цій же позі, є копією втраченої роботи мікеланджело.

## Галерея

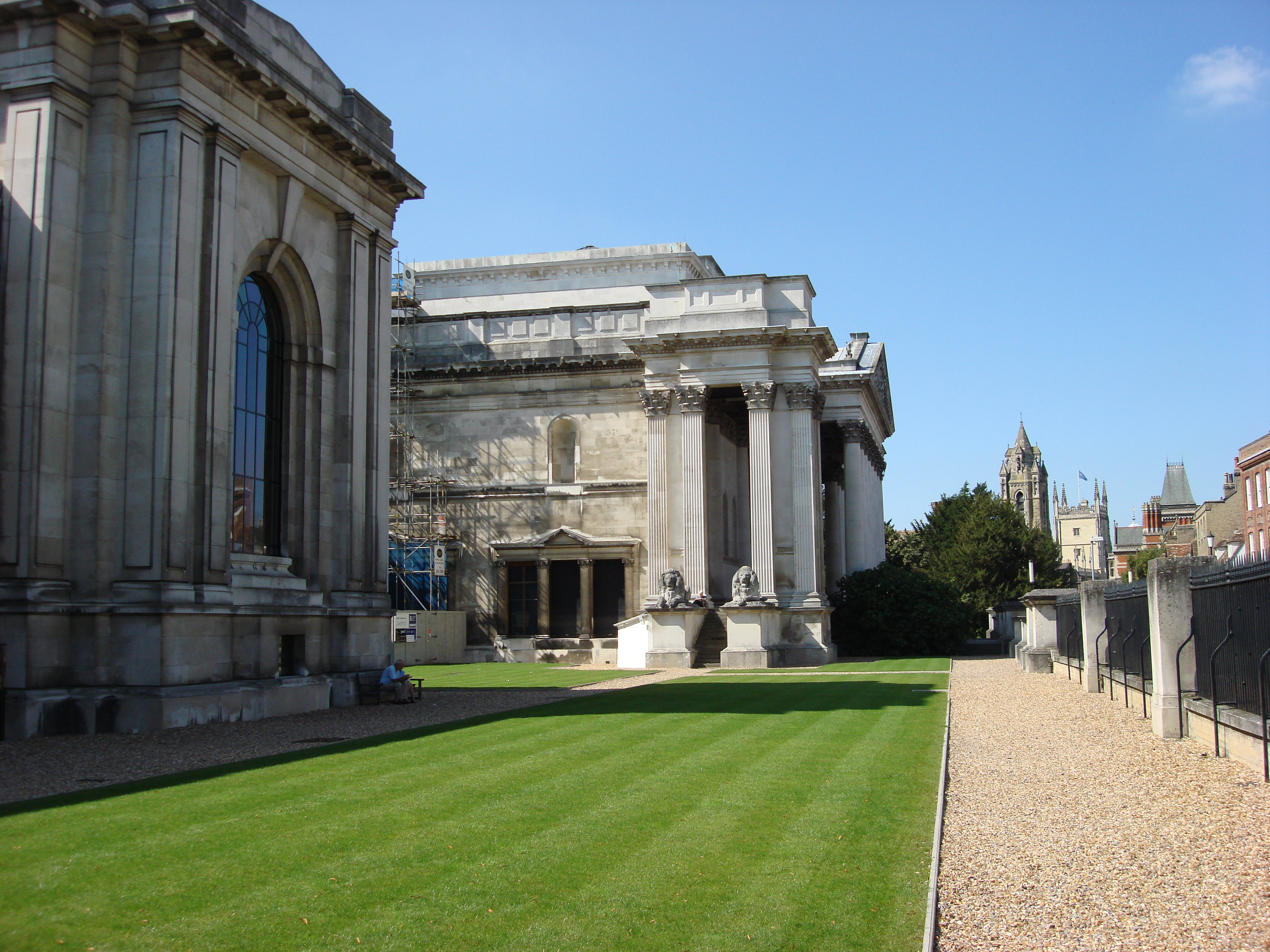
Загальний вигляд музейної споруди
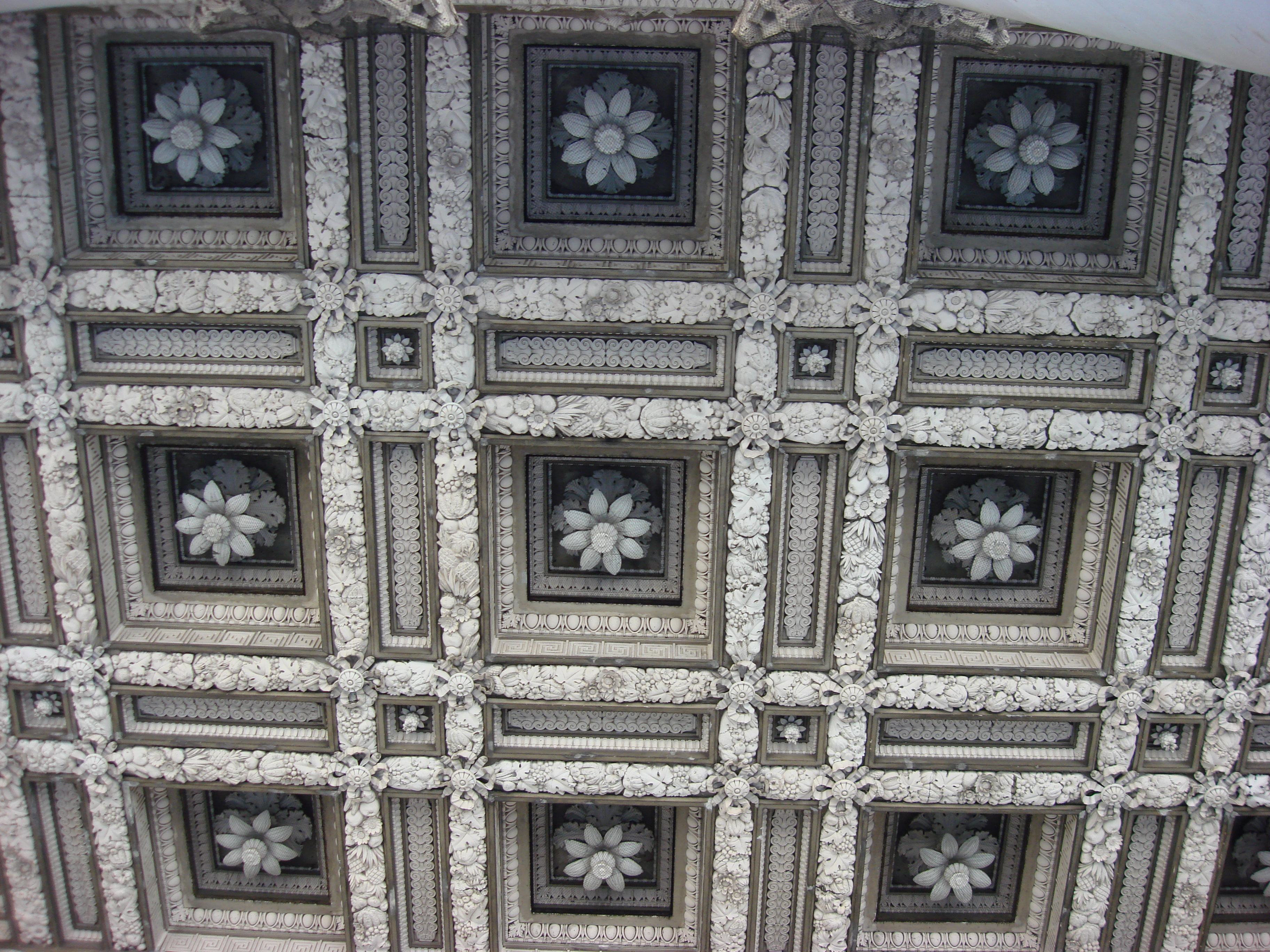
Стеля заднього портика
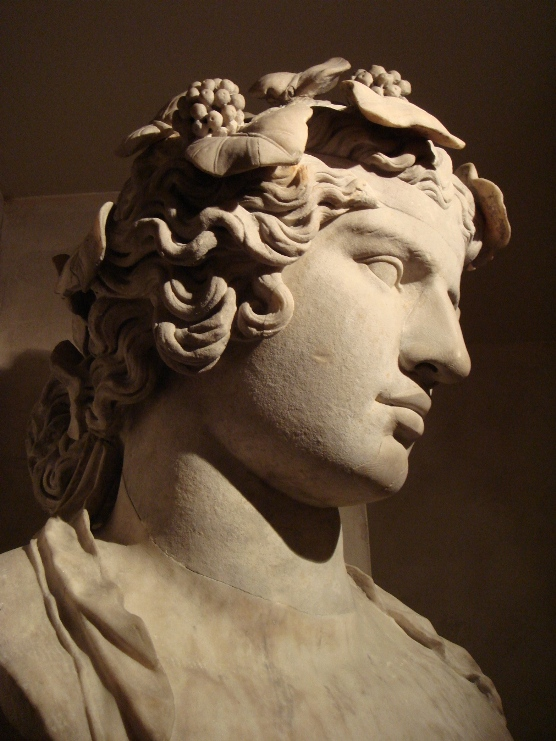
Антіной
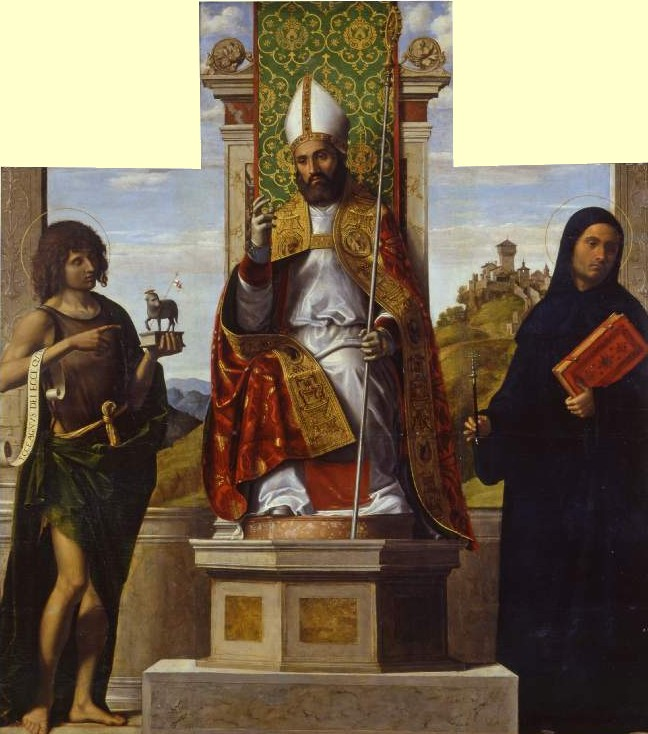
Чіма да Конельяно  Св.Ланфранко ді Павія
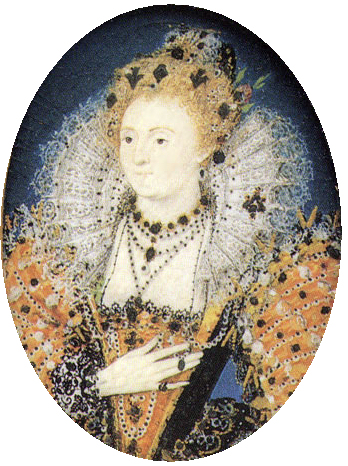
Ніколас Хіллард  Портрет Єлизавети I
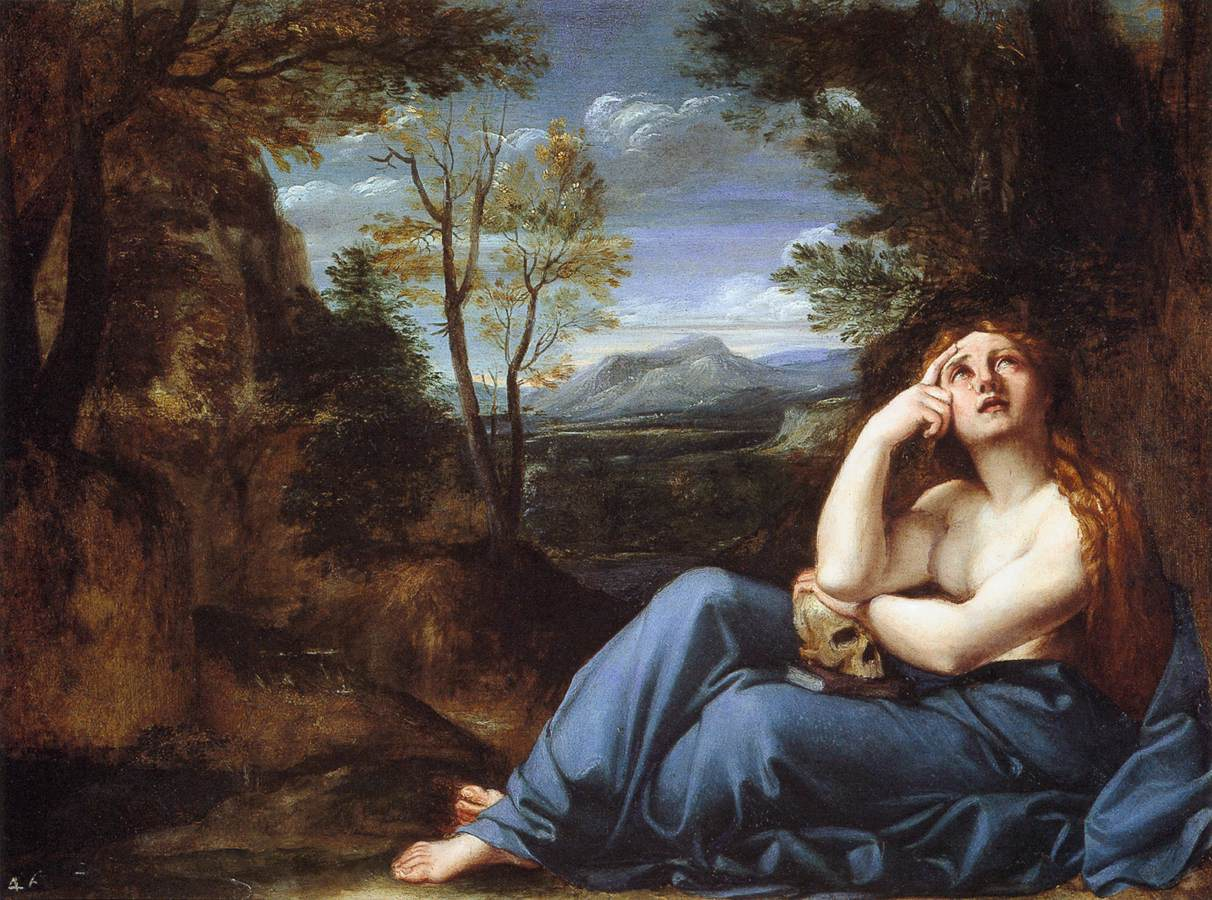
Аннібале Карраччі  Каяття Магдалини (1598)
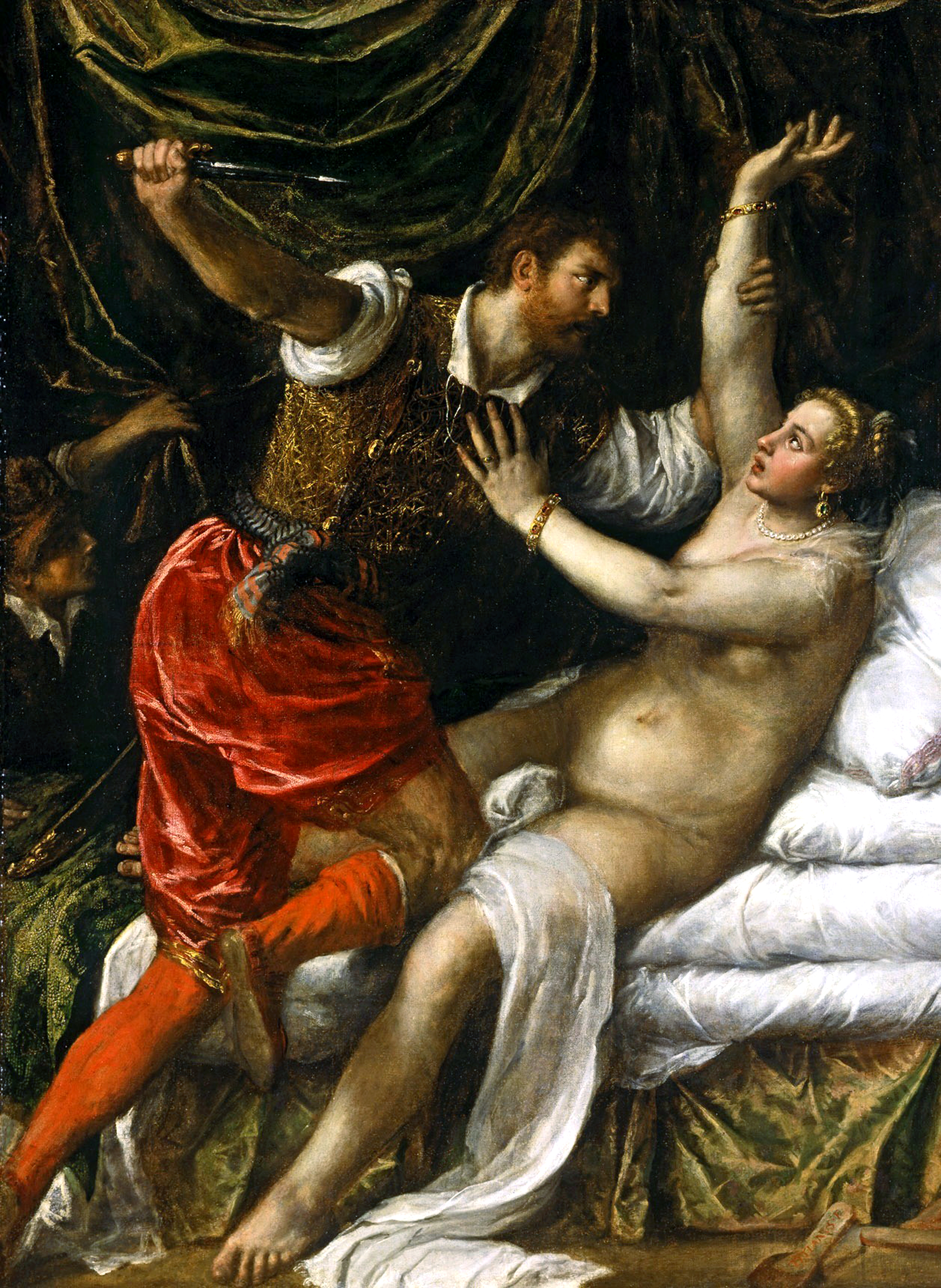
Тиціан  Тарквіній та Лукреція (1571)
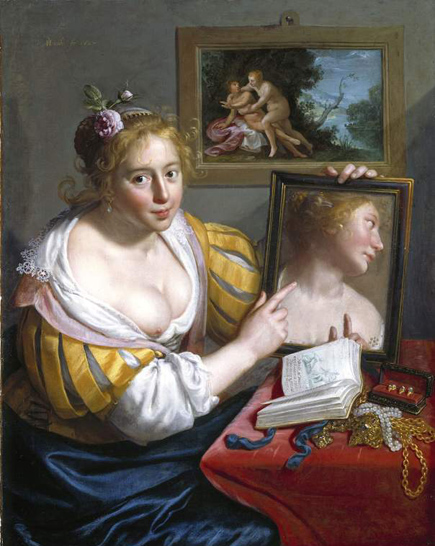
Паулюс Морельсе Дівчина вранці, або алегорія профанної любові (1627)
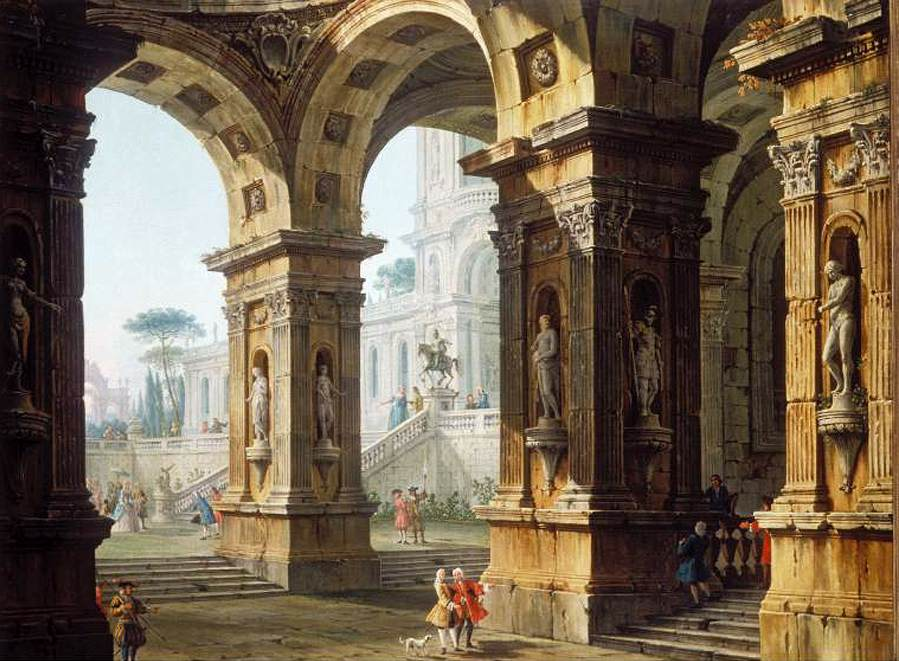
Антоніо Джолі. « Архітектурне капріччо з шляхетними персонами у почесному дворі»
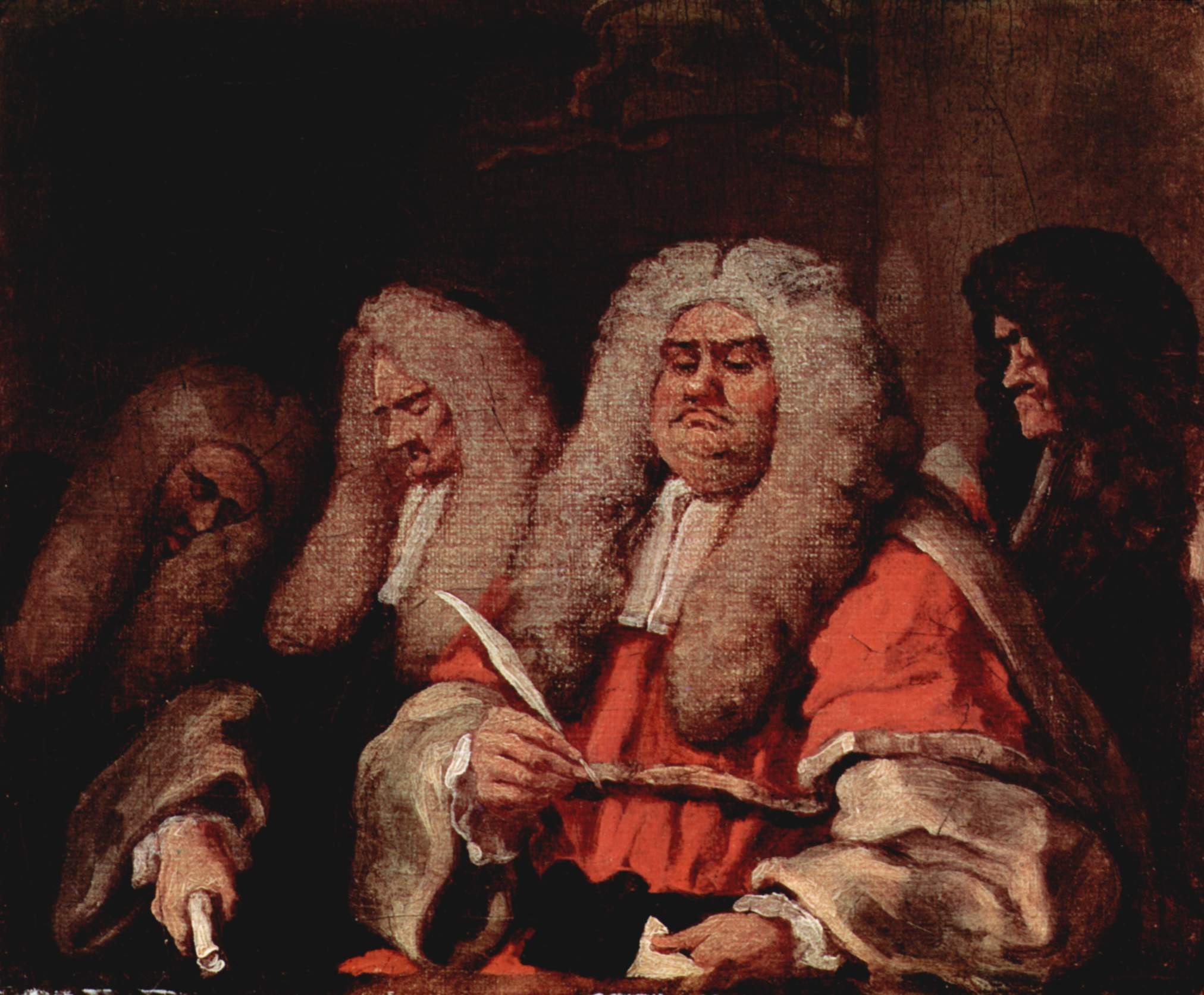
Вільям Хогарт  Засідання суду (1757)
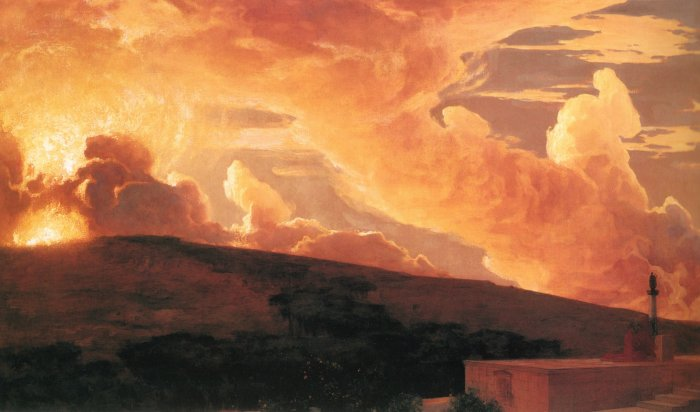
Фредерік Лейтон  Клайті (1890-92)
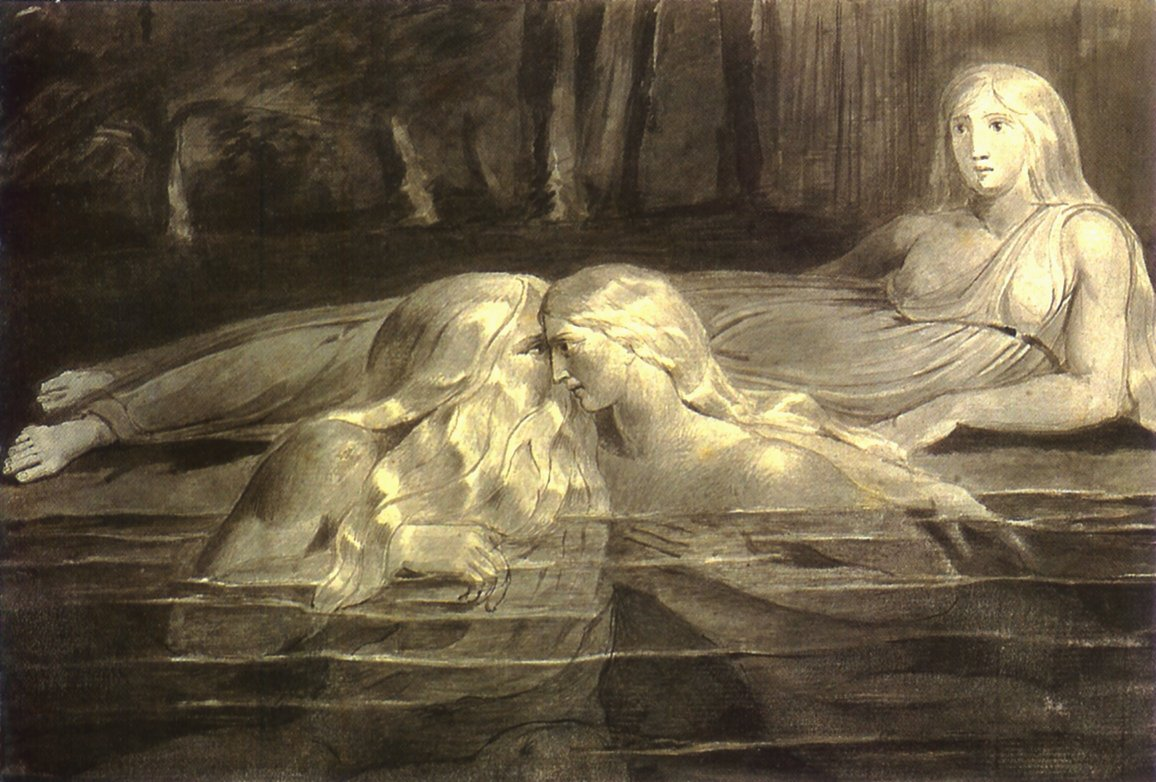
Вільям Блейк  Тіріель
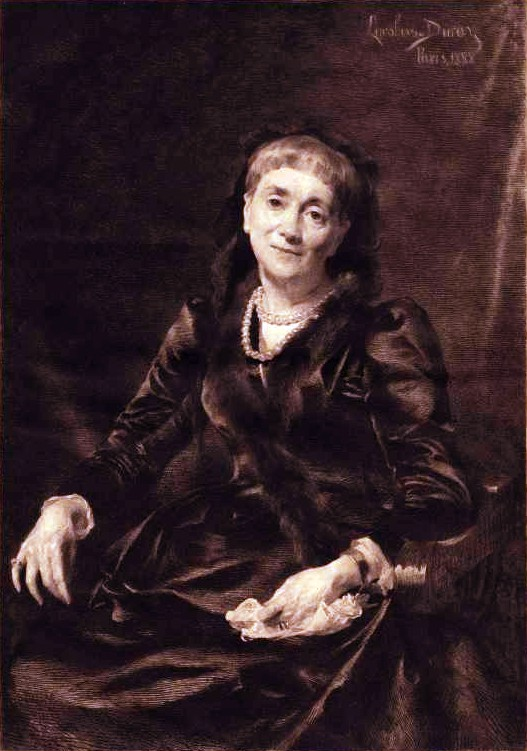
Каролюс-Дюран. «Полін Дювене у віці 76 років», благодійниця, 1888 р.
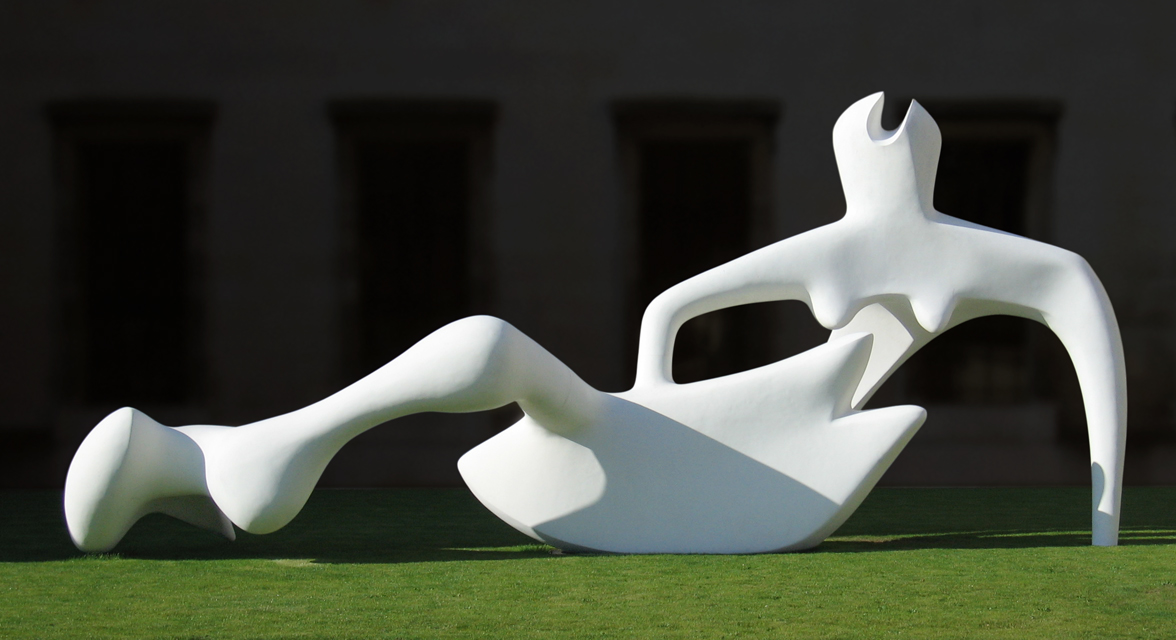
Генрі Мур  Фігура, що притулилася (1951)